# Irreligión en la República Popular China
China tiene la mayor población irreligiosa del mundo, y el gobierno chino y el Partido Comunista Chino (PCC) en el poder son oficialmente ateos. A pesar de las limitaciones a ciertas formas de expresión y reunión religiosa, la religión no está prohibida, y la libertad religiosa está nominalmente protegida por la constitución china. Entre la población china en general, hay una gran variedad de prácticas religiosas. La actitud del gobierno chino hacia la religión es de escepticismo y de no promoción.
Según una encuesta de Gallup de 2012, el 47% de los chinos eran ateos convencidos, y otro 30% no eran religiosos. En comparación, solo el 14% se consideraba religioso. Más recientemente, una encuesta de Gallup de 2015 determinó que el número de ateos convencidos en China era del 61%, y otro 29% se declaraba no religioso, frente a solo un 7% que era religioso.
Desde 1978, la Constitución contempla la libertad religiosa: "Ningún órgano del Estado, organización pública o individuo puede obligar a los ciudadanos a creer o a no creer en ninguna religión; tampoco pueden discriminar a los ciudadanos por creer o no creer en la religión" (artículo 36). El Estado chino reconoce oficialmente cinco religiones: El budismo, el taoísmo, el islam, el catolicismo y el protestantismo.

## Historia
Mientras que en la historia moderna, la Rebelión de los Taiping, la Rebelión de los Bóxers, la Revolución Comunista y la Revolución Cultural contribuyeron significativamente al aumento de la irreligión y la desconfianza en la religión organizada entre la población general; la irreligión, en sus diversas formas, ha tenido una gran cabida en China que se remonta a milenios atrás. Se considera que China es una nación con una larga historia de humanismo, secularismo y pensamiento de este mundo desde la época de Confucio, que hacía hincapié en el shisu (世俗 "estar en el mundo"). Hu Shih declaró en la década de 1920 que "China es un país sin religión y los chinos son un pueblo que no está atado a las supersticiones religiosas."

### China imperial
El Clásico de la Poesía de la Dinastía Zhou contiene varios poemas catequéticos en la Década de Dang que cuestionan la autoridad o la existencia de Shangdi. Filósofos posteriores como Xun Zi, Fan Zhen, Han Fei, Zhang Zai y Wang Fuzhi también criticaron las prácticas religiosas imperantes en su época. El budismo floreció en China durante el período de las Dinastías del Sur y del Norte. Fue durante este periodo cuando Fan Zhen escribió Shen Mie Lun (chino simplificado 神灭论, chino tradicional 神滅論, "Sobre la aniquilación del Shen") en reacción a los conceptos budistas de dualismo cuerpo-alma, samsara y karma. Escribió que el alma no es más que un efecto o función del cuerpo, y que no hay alma sin el cuerpo (es decir, después de la destrucción y muerte del cuerpo). Además, consideraba que las relaciones de causa y efecto que se pretendía que fueran una prueba del karma no eran más que el resultado de la coincidencia y la parcialidad. Por ello, fue exiliado por el Emperador.
El confucianismo, como filosofía instituida por el Estado, floreció en China desde la dinastía Han, y las oportunidades que ofrecía fueron otro origen fundamental del ateísmo en China. Aunque hubo periodos en los que el taoísmo y el budismo pudieron ser promovidos oficialmente, el estatus del confucianismo en la sociedad china rara vez fue cuestionado durante la época imperial. El estudio exhaustivo de los clásicos confucianos era necesario para aprobar los exámenes de la administración pública imperial, y éste era el principal (y a menudo el único) medio por el que se podía alcanzar la prominencia en la sociedad. El confucianismo hace especial hincapié en las relaciones sociales humanistas y de este mundo, más que en una soteriología de otro mundo. Esto produjo una tendencia cultural que facilitó la aceptación de formas modernas de irreligión como el humanismo, el secularismo y el ateísmo.
Zhu Xi, uno de los filósofos confucianos más importantes, fomentó una tendencia agnóstica dentro del confucianismo, porque creía que el Supremo Último era un principio racional, y lo discutía como una voluntad inteligente y ordenadora detrás del universo (al tiempo que afirmaba que "el Cielo y la Tierra no tienen mente propia" y promovía que su única función fuera producir cosas. Si esto puede considerarse una voluntad consciente o inteligente es claramente objeto de debate).
En el siglo XIX, tras la derrota de China en la primera guerra del Opio y en guerras sucesivas, el país sucumbió a la creciente dominación de las potencias imperialistas extranjeras. Los bóxers (o los yihetuanos) consideraban que los misioneros cristianos promovían la influencia extranjera en China y tenían profundas opiniones anticristianas. Los misioneros ortodoxos, católicos y protestantes y los miembros de las iglesias fueron masacrados.

### China republicana
En la década de 1920, el Movimiento Anticristiano (非基督教运动) fue un movimiento intelectual y político en la China republicana. El Movimiento del Cuatro de Mayo por una Nueva Cultura atacó todo tipo de religiones, incluyendo el confucianismo y el budismo, así como el cristianismo, rechazando todo como superstición. Los diversos movimientos se inspiraron también en actitudes modernizadoras derivadas de las ideologías nacionalista y socialista, además de alimentar un antiguo sentimiento anticristiano que se debía en gran parte a las repetidas invasiones de China por parte de los países occidentales.
Durante la Revolución Cultural se instituyó una política radical antirreligiosa y antitradicional. En la década siguiente, las cinco principales religiones de China fueron severamente reprimidas. Se disolvieron muchas organizaciones religiosas, se confiscaron o dañaron propiedades y se envió a monjes y monjas a sus casas (o se les mató en violentas sesiones de lucha).
Desde las reformas de 1979, el gobierno ha liberalizado en cierta medida las políticas religiosas, y la población religiosa ha experimentado cierto crecimiento. Sin embargo, los irreligiosos siguen siendo mayoría entre todos los grupos de edad en China. Los gobiernos locales pueden incluso apoyar ciertas instituciones y festivales religiosos locales en un intento de promover el turismo. Sin embargo, el ateísmo, la caracterización de las religiones como superstición y la promoción del materialismo científico siguen siendo principios fundamentales del PCCh en el poder.